# Władimir Kriukow (wioślarz)
Władimir Nikołajewicz Kriukow (ros. Владимир Николаевич Крюков; ur. 2 października 1925 w Moskwie) – rosyjski wioślarz reprezentujący ZSRR, srebrny medalista olimpijski.
Wystąpił na igrzyskach olimpijskich w Helsinkach w 1952 roku, gdzie osada ZSRR w składzie: Jewgienij Brago, Władimir Rodimuszkin, Aleksiej Komarow, Igor Borisow, Sława Amiragow, Leonid Gissien, Jewgienij Samsonow, Władimir Kriukow i Igor Polakow (sternik) zdobyła srebrny medal w ósemkach. W finale o 5,3 sekundy przegrali z osadą USA, a o 1,9 sekundy wyprzedzili Australijczyków. Na rozgrywanych cztery lata później igrzyskach olimpijskich w Melbourne w tej samej konkurencji odpadł w półfinałach. 
W ósemkach zdobywał również złote medale na mistrzostwach Europy w Kopenhadze (1953), mistrzostwach Europy w Amsterdamie (1954) i mistrzostwach Europy w Gandawie (1955).
Zdobywał mistrzostwo kraju w ósemkach w latach 1952–1954 i 1956. Absolwent Moskiewskiego Instytutu Lotniczego, w którym pracował po zakończeniu kariery sportowej.